# 阿德拉多·罗德里格斯
阿德拉多·罗德里格斯·桑切斯（西班牙語：Adelardo Rodríguez Sánchez，1939年9月26日—），通常稱為阿德拉多。是一名前西班牙足球運動員。

## 球會生涯
阿德拉多在馬德里競技效力長達17個球季(1959-1976)。他是20世紀60年代最有成就的中場球員之一，他有良好的控球技能，視野以及遠射入球的能力。
他的職業生涯為床單軍團奪取無數榮譽，包括三次西甲冠軍、五次國王盃冠軍、1962年歐洲優勝者杯冠軍以及1974年洲際盃冠軍.

## 國家隊生涯
他為西班牙國家隊上陣14次，並射入兩球。他代表國家隊出戰1962年世界盃和1966年世界盃。 

### 國家隊入球
| #  | 日期       | 比賽場地                     | 對陣   | 比分 | 賽果 | 賽事         |
| -- | ---------- | ---------------------------- | ------ | ---- | ---- | ------------ |
| 1. | 1962.06.6  | 智利比尼亞德爾馬索薩利托球場 | 巴西   | 0–1  | 2–1  | 1962年世界盃 |
| 2. | 1963.06.13 | 西班牙馬德里伯納烏球場       | 苏格兰 | 1–0  | 2–6  | 友誼賽       |

## 榮譽

### 球會
馬德里競技
- 洲際盃: 1974冠軍
- 歐洲優勝者杯: 1961–62冠軍
- 西甲: 1965–66, 1969–70, 1972–73冠軍
- 西班牙國王盃: 1959–60, 1960–61, 1964–65, 1971–72, 1975–76冠軍

## 外部連結
- BDFutbol檔案 （页面存档备份，存于） （英文）
- National team data （西班牙文）
- 阿德拉多·罗德里格斯在 National-Football-Teams.com 上的出场纪录
- 阿德拉多·罗德里格斯 – FIFA國際賽競賽紀錄 (存檔)